# Tomáš Cihlář
Tomáš Cihlář (* 24. Juni 1987 in Znojmo, Tschechoslowakei) ist ein tschechischer Fußballspieler.

## Vereinskarriere
Tomáš Cihlář begann mit dem Fußballspielen im Alter von sieben Jahren bei Fotbal Znojmo. Anfang 2005 wechselte der Mittelfeldspieler zum FC Vysočina Jihlava. Anfang der Saison 2006/07 schaffte er den Sprung in den Profikader und war in den folgenden beiden Jahren Stammspieler. In der Saison 2009/10 kam er allerdings in acht Einsätzen auf nur 121 Spielminuten und wurde häufiger im B-Team in der MSFL eingesetzt. Zur Saison 2010/11 wurde Cihlář deshalb an den Ligakonkurrenten FK Fotbal Třinec ausgeliehen.

## Nationalmannschaft
Cihlář stand im Kader der tschechischen U-20-Auswahl, die bei der Junioren-Fußballweltmeisterschaft 2007 in Kanada Vizeweltmeister wurde. Insgesamt absolvierte er für die U-20-Auswahl sechs Einsätze.